# Scholarpedia
Scholarpedia е уики, онлайн енциклопедия на английски език. Има функции, обикновено свързани с онлайн академични списания с отворен достъп, чиято цел е да има качествено съдържание в областта на науката и медицината. Статиите в Scholarpedia са написани от поканени или одобрени експертни автори, които подлежат на партньорска проверка. Scholarpedia изброява истинските имена и връзки на всички автори, куратори и редактори, участващи в дадена статия. Партньорите на сайта следят и одобряват промени или допълнения в сайта, преди дадена статия да се появи. Статиите в сайта се съхраняват в онлайн хранилище и могат да бъдат цитирани като конвенционални статии в списания (Scholarpedia разполага с ISSN номер: 1941-6016).
Проектът е създаден през февруари 2006 г. от Юджийн М. Ижикевич, докато е бил изследовател в Института по невронауки в Сан Диего, щата Калифорния. Ижикевич е и главен редактор на енциклопедията.